# Rhamnus lanceolata
Rhamnus lanceolata är en brakvedsväxtart. Rhamnus lanceolata ingår i släktet getaplar, och familjen brakvedsväxter.

## Underarter
Arten delas in i följande underarter:
- R. l. glabrata
- R. l. lanceolata